# Windpark Esperstedt-Obhausen
Der Windpark Esperstedt-Obhausen ist ein in Betrieb befindlicher Windpark östlich von Querfurt im Saalekreis und teilweise im Landkreis Mansfeld-Südharz in Sachsen-Anhalt mit einer installierten Leistung von 151,1 MW, er erstreckt sich von Langeneichstädt bis auf die Asendorfer Kippe.

## Anlagentypen
- 30× Enercon E-66/18.70 (1,8 MW) Baujahr 2000 bis 2001[2]
- 5× Enercon E-70 (2,0 MW) Baujahr 2005
- 13× Vestas V90-2.0MW (2,0 MW) Baujahr 2007 (errichtet auf der Asendorfer Kippe)
- 16× Fuhrländer FL2500 (2,5 MW) Baujahr 2009[3][4]
- 1× Enercon E-53 (0,8 MW) Baujahr 2010

1× Enercon E-82 E2 (2,3 MW) Baujahr 2011
6× Enercon E-101 (3,05 MW) Baujahr 2013 bis 2014
Außerdem plant die EnbW ein Repowering (Alte Anlagen werden durch Leistungstärkere ersetzt), es sollen 20 Windkraftanlagen vom Typ Enercon E-66/18.70 abgebaut werden, und durch neun Windkraftanlagen des Typs Enercon E-160 EP5 E3 (5,56 MW) ersetzt werden.
Außerdem ist ein weiteres Repowering in Planung, eine Enercon E-138 EP3 E2 ersetzt die Enercon E-53, und der Windpark wird um acht weitere Anlagen erweitert.